# Perlez
Perlez (deutsch: Perlas) ist eine Dorfgemeinde im Verwaltungsbezirk Zrenjanin (Großbetschkerek) im Okrug Srednji Banat in Nordserbien.

## Geographie
Das Dorf liegt in der autonomen Provinz Vojvodina im Banat am Fluss Bega in der Nähe der Theiß, unweit der Mündung in die Donau.

## Geschichte
Nach dem Ersten Weltkrieg musste Österreich-Ungarn diese Region an Serbien abtreten. 1925 wurde Perlez mit der Eisenbahn über Titel mit Novi Sad und über Orlovat mit Zrenjanin und Pančevo verbunden. 1926 bekam Perlez elektrischen Strom aus Titel.
Im Zweiten Weltkrieg wurde das Dorf am 4. Oktober 1944 von den Tito-Partisanen und der Roten Armee eingenommen. Gemäß dem Stand von 2011 hat das Dorf eine serbische Mehrheit unter den 3.342 Einwohnern.

## Infrastruktur
Im Dorf steht die Grundschule „Đura Jakšić“. Es besitzt eine Serbisch-orthodoxe Kirche mit dem Patrozinium Mariä Entschlafung und eine Römisch-katholische Kirche. Das Dorf hat eine eigene Feuerwehr.

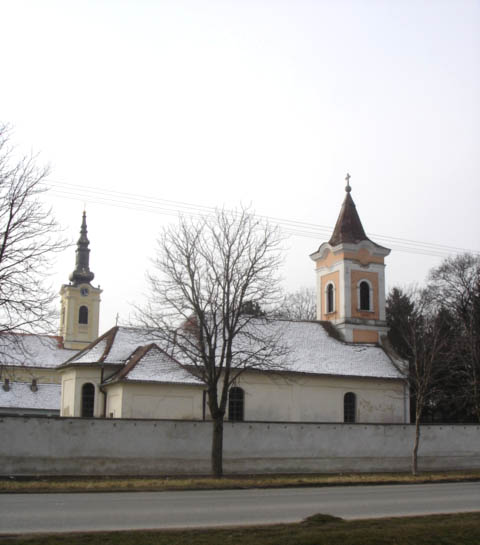
Serbisch-orthodoxe Mariä-Entschlafens-Kirche (hinten) und Römisch-katholische Kirche (vorne)
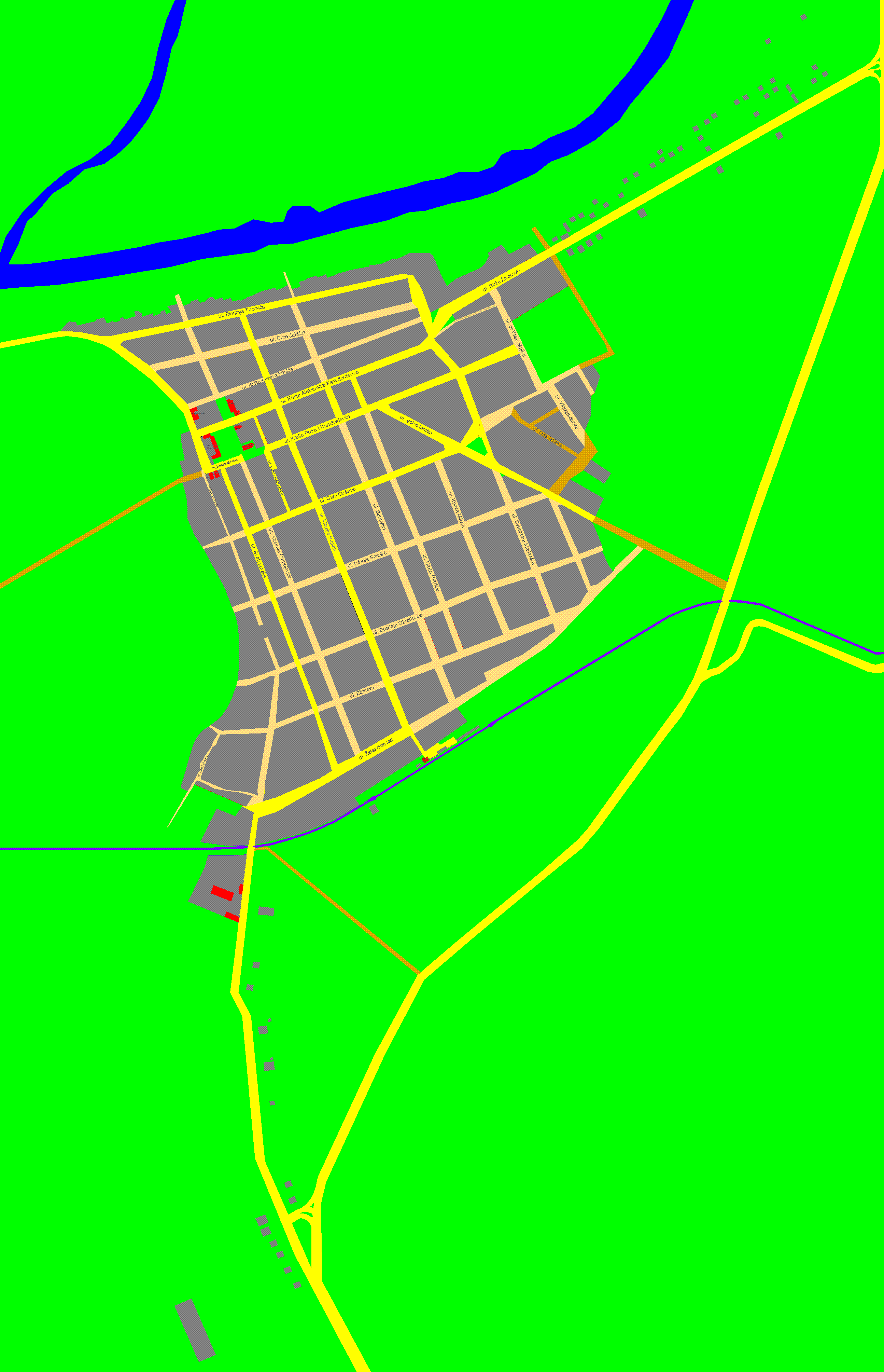
Karte von Perlez

## Söhne und Töchter
- Bogomil Karlavaris (1924–2010), Maler und Hochschullehrer
- Otto Alscher (1880–1944), Schriftsteller
- Arsen Teodorović (1767–1826), Maler